# Universidad de Reikiavik
La Universidad de Reikiavik (en islandés: Háskólinn í Reykjavík) es la universidad privada más grande en Reikiavik, la capital de Islandia. Está respaldada por la Cámara de Comercio, la Federación de Industrias de Islandia, y la Confederación de Empleadores de Islandia.
La Universidad de Reikiavik es la universidad privada más grande del país con más de 3.000 estudiantes y más de 500 empleados (sus profesores provienen de más de 26 países). La universidad es completamente bilingüe (en inglés e islandés) desde principios de 2010, y consta de cuatro escuelas académicas: Facultad de Derecho, Facultad de Negocios, Facultad de Ciencias de la Computación y la Facultad de Ingeniería.
El  programa " Executive MBA " esta acreditado por la  asociación AMBA la cual tiene su central en Londres. 
La universidad cuenta con cuatro facultades : 
- Facultad de Administración
- Facultad de Leyes
- Facultad de Computación
- Facultad de Ingeniería.